# FIFA-Klub-Weltmeisterschaft 2005
Die FIFA-Klub-Weltmeisterschaft 2005 (engl.: FIFA Club World Championship 2005) war nach dem gescheiterten Versuch 2001, nach fünf Jahren Unterbrechung, die zweite Austragung dieses weltweiten Fußballwettbewerbs für Vereinsmannschaften und fand vom 11. bis 18. Dezember in Japan statt.
Das Exekutivkomitee der FIFA hatte am 8. März 2002 die Klub-WM 2005 beschlossen, ein Jahr später bestätigte der Weltverband diese Entscheidung. Die Klub-WM ist mit einem Preisgeld von insgesamt 15 Millionen US-Dollar dotiert. Zudem werden sämtliche Kosten für die Teams und die Delegationen der Konföderationen von der FIFA übernommen.
Tickets kosteten zwischen 3.000 japanische Yen (etwa 21 €) für ein Viertelfinalspiel Kategorie 4 und 30.000 japanische Yen (etwa 209 €) in der besten Kategorie für das Finale zusammen mit dem Spiel um Platz drei.

## Modus
Gegenüber der Erstauflage von 2000 gab es bedingt durch eine Reduzierung der Teilnehmerzahl Änderungen im Austragungsmodus. Das Turnier wurde fortan jeweils im Dezember jeden Jahres mit den Siegern der sechs kontinentalen Meisterwettbewerbe auf Klubebene aus Asien, Afrika, der CONCACAF-Zone, Südamerika, Europa und Ozeanien ausgetragen. Als Austragungsort für die ersten Ausspielungen wurde Japan gewählt. Das Turnier wurde im K.-o.-System ausgetragen. In acht Tagen fanden insgesamt sieben Spiele statt. Dabei waren die Teams aus Europa und Südamerika für das Halbfinale gesetzt und bestritten nur je zwei Spiele. Die anderen vier Teams ermittelten in zwei Viertelfinalpartien die anderen beiden Teilnehmer für das Halbfinale.

## Spielstätten
| Toyota-Stadt |

| Yokohama |

| Tokio |

| Toyota-Stadt |

| Yokohama |

| Tokio |

## Teilnehmer
| Klub         | Qualifikation                 | Kontinentalverband |
| ------------ | ----------------------------- | ------------------ |
| Ittihad FC   | AFC Champions League 2005     | AFC                |
| al Ahly SC   | CAF Champions League 2005     | CAF                |
| CD Saprissa  | CONCACAF Champions Cup 2005   | CONCACAF           |
| FC São Paulo | Copa Libertadores 2005        | CONMEBOL           |
| Sydney FC    | OFC Champions Cup 2005        | OFC                |
| FC Liverpool | UEFA Champions League 2004/05 | UEFA               |

## Das Turnier im Überblick
| Spiel            | Datum        | Ortszeit  | Stadion              | Mannschaft 1 | Ergebnis  | Mannschaft 2 |
| ---------------- | ------------ | --------- | -------------------- | ------------ | --------- | ------------ |
| Viertelfinale    | 11. Dezember | 19:20 Uhr | Olympiastadion Tokio | Ittihad FC   | 1:0 (0:0) | al Ahly SC   |
| Viertelfinale    | 12. Dezember | 19:20 Uhr | Toyota-Stadion       | Sydney FC    | 0:1 (0:0) | CD Saprissa  |
| Halbfinale       | 14. Dezember | 19:20 Uhr | Olympiastadion Tokio | Ittihad FC   | 2:3 (1:1) | FC São Paulo |
| Halbfinale       | 15. Dezember | 19:20 Uhr | Nissan-Stadion       | CD Saprissa  | 0:3 (0:2) | FC Liverpool |
| Spiel um Platz 5 | 16. Dezember | 19:20 Uhr | Olympiastadion Tokio | al Ahly SC   | 1:2 (1:1) | Sydney FC    |
| Spiel um Platz 3 | 18. Dezember | 16:20 Uhr | Nissan-Stadion       | Ittihad FC   | 2:3 (1:1) | CD Saprissa  |

### Finale
| FC São Paulo                                                | FC São Paulo | FC Liverpool | FC Liverpool |
| ----------------------------------------------------------- | --- | --- | ------------ |
| FC São Paulo                                                | \| 18. Dezember 2005 um 19:20 Uhr in Yokohama (Nissan-Stadion) \| \| Ergebnis: 1:0 (1:0) \| \| Zuschauer: 66.821 \| \| Schiedsrichter: Benito Archundia ( Mexiko) \| | \| 18. Dezember 2005 um 19:20 Uhr in Yokohama (Nissan-Stadion) \| \| Ergebnis: 1:0 (1:0) \| \| Zuschauer: 66.821 \| \| Schiedsrichter: Benito Archundia ( Mexiko) \| | FC Liverpool |
| FC São Paulo                                                | Rogério Ceni – Cicinho, Fabão, Edcarlos, Diego Lugano – Júnior, Mineiro, Josué, Danilo – Amoroso, Aloísio (75. Grafite) Cheftrainer: Paulo Autuori                   | Pepe Reina – Steve Finnan, Sami Hyypiä, Jamie Carragher, Stephen Warnock (77. Florent Sinama-Pongolle) – Harry Kewell, Steven Gerrard , Xabi Alonso, Mohamed Sissoko (77. John Arne Riise), Luis García – Fernando Morientes (85. Peter Crouch) Cheftrainer: Rafael Benítez ( Spanien) | FC Liverpool |
| FC São Paulo                                                | 1:0 Mineiro (26.) | | FC Liverpool |
| FC São Paulo                                                | Diego Lugano (57.), Rogério Ceni (90.) | | FC Liverpool |
| 18. Dezember 2005 um 19:20 Uhr in Yokohama (Nissan-Stadion) | | |              |
| Ergebnis: 1:0 (1:0)                                         | | |              |
| Zuschauer: 66.821                                           | | |              |
| Schiedsrichter: Benito Archundia ( Mexiko)                  | | |              |

## Statistik
| Rang | Klub         |
| ---- | ------------ |
| 1    | FC São Paulo |
| 2    | FC Liverpool |
| 3    | CD Saprissa  |
| 4    | Ittihad FC   |
| 5    | Sydney FC    |
| 6    | al Ahly SC   |

| Rang | Spieler              | Klub         | Tore |
| ---- | -------------------- | ------------ | ---- |
| 1    | Márcio Amoroso       | FC São Paulo | 2    |
|      | Peter Crouch         | FC Liverpool | 2    |
|      | Mohammad Nur         | Ittihad FC   | 2    |
|      | Álvaro Saborío       | CD Saprissa  | 2    |
| 5    | Hamad al-Muntaschari | Ittihad FC   | 1    |
|      | Christian Bolaños    | CD Saprissa  | 1    |
|      | David Carney         | Sydney FC    | 1    |
|      | Steven Gerrard       | FC Liverpool | 1    |
|      | Rónald Gómez         | CD Saprissa  | 1    |
|      | Joseph-Désiré Job    | Ittihad FC   | 1    |
|      | Mohammed Kallon      | Ittihad FC   | 1    |
|      | Mineiro              | FC São Paulo | 1    |
|      | Emad Moteab          | al Ahly SC   | 1    |
|      | Rogério Ceni         | FC São Paulo | 1    |
|      | Dwight Yorke         | Sydney FC    | 1    |

## Ehrungen

### „adidas“ Goldener Ball
Der Goldene Ball für den besten Spieler des Turniers ging an den Brasilianer Rogério Ceni vom FC São Paulo. Der Silberne Ball ging an den Engländer Steven Gerrard vom FC Liverpool und der Bronzene Ball an den Costa-Ricaner Christian Bolaños von CD Saprissa.

### FIFA-Fair-Play-Trophäe
Den Fair-Play-Preis für sportlich korrektes Auftreten auf und außerhalb des Rasens erhielt der FC Liverpool.